# Windows Preinstallation Environment
A Windows Preinstallation Environment (rövidítve Windows PE vagy WinPE) a Microsoft által kiadott eszköz, amely a Windows telepítésére, valamint hibaelhárításra szolgál. Az MS-DOS-alapú bootflopik kiváltására készült környezet merevlemezről, optikai tárról, USB-meghajtóról és hálózatról is elindítható. Általában céges számítógépek tömeges telepítésére, valamint eladásra szánt gépek első indításra való felkészítésére használják.
Az eszközt a Microsoft Windows Deployment csoportja (Vijay Jayaseelan, Ryan Burkhardt, Richard Bond és mások) fejlesztette.

## Funkciói
A Windows PE kezdetben csak egy előtelepítési eszköz volt az MS-DOS kiváltására. Képességei:
- Egyidejű Windows-telepítés sok számítógépre, illetve a végfelhasználóknak eladott gépek felkészítése az indításra
- Helyreállítási eszköz 32 és 64 bites operációs rendszerhez is
- Lemeztöbbszöröző eszközök futtatása, lemezelemzés a kötet csatolása nélkül[3]

Az eszköznek független fejlesztők által további programokkal bővített változatai is léteznek. A 2.0-s verziótól kezdve a Windows Automated Installation Kit (ma Windows Assessment and Deployment Kit) részeként bárki által elérhető.

## Verziótörténet
Az alábbi verziók létezése ismert:
| Verzió           | Leírás |
| ---------------- | --- |
| 1.0              | A Windows XP-n alapul. |
| 1.1              | A Windows XP Professional Service Pack 1-en alapul. |
| 1.2              | A Windows Server 2003-on alapul. |
| 1.5              | Windows PE 2004 néven ismert, a Windows XP Professional Service Pack 2-n alapul. |
| 1.6              | Windows PE 2005 néven ismert, a Windows Server 2003 Service Pack 1-en alapul. |
| 2.0              | A Windows Vistán alapul. Az első verzió, amely a merevlemezről indítható, ezért a csomag mérete 90-ről 992 MB-ra nőtt; további alkalmazások és eszközillesztők is integrálhatók. Az új funkciók között megtalálható az újraírható RAM-lemez. |
| 2.1              | A Windows Server 2008-on alapul. |
| 2.2              | A Windows Server 2008 Service Pack 2-n alapul. |
| 3.0              | A Windows Automated Installation Kit (WAIK) 2.0 része, a Windows 7-en alapul. |
| 3.1              | A WAIK frissítőcsomag része, a Windows 7 Service Pack 1-en alapul. |
| 4.0              | A Windows Assessment and Deployment Kit (WADK) része, a Windows 8-on alapul. |
| 5.0              | A WADK része, a Windows 8.1-en alapul. |
| 5.1              | Frissítőcsomag az 5.0 verzióhoz. |
| 10.0.10240.16384 | A WADK része, a Windows 10 1507-es verzióján alapul. |
| 10.0.10586.0     | A WADK része, a Windows 10 1511-es verzióján alapul. |
| 10.0.14393.0     | A WADK része, a Windows 10 1607-es verzióján alapul. |
| 10.0.15063.0     | A Windows 10 1703-as verzióján alapul. |
| 10.0.16299.15    | A Windows 10 1709-es verzióján alapul. |
| 10.0.17134.1     | A Windows 10 1803-as verzióján alapul. |
| 10.0.17763.1     | A Windows 10 1809-es verzióján alapul. |
| 10.0.18362.1     | A Windows 10 1903-as verzióján alapul. |
| 10.0.19041.1     | A Windows 10 2004-es verzióján alapul. |
| 10.0.20348.1     | A Windows Server 2022 béta verzióján alapul. |
| 10.0.22000.1     | A Windows 11-en alapul. |

## Hasonló szoftverek

### Windows Recovery Environment
Az eszközzel a rendszerindítást megakadályozó súlyosabb hibákat lehet javítani. A Vista óta a Windows része, de lemezről és hálózatról is betölthető. Egyes gyártók saját eszközeikkel bővítve önálló partícióra telepítik.
Funkciói:
- Automatikus helyreállítás: megkeresi és megpróbálja kijavítani a rendszerindítást megakadályozó hibákat (például a partíciós tábla vagy a rendszerleíró adatbázis sérülése)
- Rendszer-visszaállítás: visszaállítás egy korábban mentett állapotra
- Rendszerkép-visszaállítás: egy korábban mentett rendszerképfájl visszaállítása
- Memóriadiagnosztika: a Windows 8 óta nem érhető el; a memtest.exe a számítógép újraindulását követően induló memtest.exe azonosítja a memória hibáit
- Parancssor: használatához adminisztrátori jogosultságra van szükség; alkalmas partíciók módosítására, fájlok másolására és a rendszer állományainak ellenőrzésére is[23]

A Windows 8 és a Windows Server 2012 lehetőségei:
- A számítógép alaphelyzetbe állítása: az opcióval újratelepíthető a Windows a személyes fájlok megtartásával vagy törlésével[24][25]
- Speciális rendszerindítási beállítások: innen lehetséges a számítógép helyreállítása, a gyors rendszerindítás engedélyezésekor pedig innen lehet a BIOS-ba/UEFI-be lépni

A Windows 10 korlátozott ideig lehetőséget biztosít a funkciófrissítések eltávolítására, a Windows 11-re történő váltás esetén pedig tíz napig visszaállítható az előző verzió.
A BitLockerrel titkosított kötetek a helyreállítási kulcs megléte esetén csatolhatóak.

#### REAgentC
A REAgentC paranccsal számos helyreállítási és beállítási lehetőség érhető el akár a Windows futása közben is. Használatához adminisztrátori jogosultság szükséges.

### Microsoft DaRT
A Microsoft Desktop Optimization Pack részeként elérhető Microsoft Diagnostics and Recovery Toolset a WinPE-hez hasonlóan lehetővé teszi a rendszer helyreállítását: segítségével lehetséges a rendszerleíró adatbázis szerkesztése, a frissítések eltávolítása és a víruskeresés is.

## Fordítás
- Ez a szócikk részben vagy egészben  a   Windows Preinstallation Environment című angol Wikipédia-szócikk ezen változatának fordításán alapul.  Az eredeti cikk szerkesztőit annak laptörténete sorolja fel. Ez a jelzés csupán a megfogalmazás eredetét és a szerzői jogokat jelzi, nem szolgál a cikkben szereplő információk forrásmegjelöléseként.